# 한예원
한예원(본명: 육혜승, 1985년 10월 4일 ~ )은 대한민국의 가수 겸 배우 출신이다

## 학력
- 서울성산초등학교 졸업
- 홍익대학교 사범대학 부속여자중학교 졸업
- 일신여자상업고등학교 졸업
- 경희대학교 포스트모던학과 졸업

## 음반 활동

### 앨범 참여
- 2007년 《W7 Project - Snow Party》My Christmas Story
- 2008년 《온에어 OST. Part2》 야리야

### 피처링
- 2009년 《멕시멈크루 삐에로(EP)》 삐에로 피처링

## 연기 활동

### 드라마
| 연도 | 방송사       | 제목        | 역할   | 비고     |
| ---- | ------------ | ----------- | ------ | -------- |
| 2008 | SBS          | 온에어      | 체리   |          |
| 2008 | MBC 드라마넷 | 서울무림전  | 한설   |          |
| 2009 | SBS          | 찬란한 유산 | 선우정 |          |
| 2009 | KBS2         | 열혈장사꾼  | 지오   |          |
| 2010 | SBS          | 시크릿 가든 | 체리   | 특별출연 |
| 2011 | MBN          | 왓츠업      | 연주   |          |
| 2014 | JTBC         | 귀부인      | 정석경 |          |

### 영화
- 2009년 《백야행 - 하얀 어둠 속을 걷다》 ... 나현 역
- 2010년 《히어로》 ... 이유리 역
- 2016년 《올레》 ... 루비 역

### 뮤지컬
- 2010년 《온에어 라이브》 ... 김순정 역

## 광고
- 2002년 '오뚜기' 《북경반점》
- 2002년 '크라운제과' 《미니쉘》
- 2002년 '크라운제과' 《새콤달콤》
- 2003년 '제너시스' 《BHC》
- 2003년 ~ 2005년 '스프리스'
- 2004년 '크라운제과' 《마이쮸》
- 2005년 '크라운제과' 《죠리퐁,쿠크다스,참ing,크라운산도》
- 2005년 '크라운제과' 《C콘칩》
- 2005년 '크라운제과' 《죠리퐁》
- 2005년 '농심' 《너구리》

## 모델 활동
- 2008년 《리오엘리》전속모델
- 2004년 세가(SEGA) 어뮤즈먼트 이미지 캐릭터